# محمود رحمانی‌پور
محمود رحمانی‌پور (زادهٔ ۱۳۱۵ – درگذشتهٔ ۱۲ بهمن ۱۳۹۶) نوازنده و موسیقی‌دان اهل ایران بود.

## زندگی‌نامه
محمد رحمانی‌پور سال ۱۳۱۵ در تهران متولد شد. او در خانواده‌ای پرورش یافت که پدرش، علی رحمانی‌پور با نواختن تار آشنایی داشت و به همین دلیل، وی به موسیقی علاقه‌مند شد و به هنرستان موسیقی ملی راه یافت. او با راهنمایی روح‌الله خالقی فراگیری ساز ویلن را در نزد ابوالحسن صبا آغاز کرد. ساز عود را نیز نزد نصرالله زرین‌پنجه و ساز تمبک را (به جهت آنکه ریاست هنرستان یادگیری این ساز را پیش نیاز سازهای دیگر اعلام کرده بود) نزد حسین تهرانی آموخت.

## فعالیت‌های هنری
نخستین اجرای محمد رحمانی‌پور خارج از هنرستان، در ارکستر وزارت فرهنگ و هنر (علی‌محمد خادم‌ میثاق) بود و پس از آن در سال ۱۳۳۲ به رادیو راه یافت و در ارکستر بزرگ برنامه گلها در کنار هنرمندانی چون: علی تجویدی، جواد معروفی، زرین پنجه و افتتاح با همکاری برادرش احمد رحمانی‌پور که تار می‌نواخت، قرار گرفت. همچنین در ارکستر عبدالله جهان‌پناه و ارکستر سازهای ملی به سرپرستی مهدی مفتاح به اجرای برنامه پرداخت. او همچنین در برنامه نوایی از موسیقی ملی به سرپرستی منوچهر جهانبگلو با حضور نوازندگانی مانند: اسدالله ملک، مجید نجاحی، جهانگیر ملک، فریدون حافظی، حسین همدانیان و حسن ناهید حضور داشت. محمد رحمانی‌پور  همچنین در برنامه (اف ام) رادیو برنامه دوم و ارکستر آن به سرپرستی همایون خرم، شرکت و خوانندگانی نظیر: اکبر گلپایگانی، محمود محمودی خوانساری، حسین خواجه امیری (ایرج)، عبدالوهاب شهیدی و محمدرضا شجریان را همراهی می‌کرد. او بیش از ۲۲ سال معلم موسیقی و سرود مدارس بود. وی با هنرمندانی نظیرِ حسین تهرانی، عبدالوهاب شهیدی، علی‌اصغر بهاری، فرهنگ شریف، احمد عبادی و حسن ناهید در جشن هنر شیراز همنوازی کرد. محمود رحمانی‌پور مسافرت‌هایی نیز برای شناساندن موسیقی سنتی ایران به کشورهایی چون: روسیه، آمریکا، فرانسه، پاکستان، کویت، کانادا و افغانستان داشته‌است.